# Ian Wishart (homme politique)
Ian Wishart est un homme politique canadien, il est élu à l'Assemblée législative du Manitoba lors de l'élection provinciale de 2011, Il représente la nouvelle de circonscription de Portage-la-Prairie en tant qu'un membre du Parti progressiste-conservateur du Manitoba.